# Katsina-Ala
Katsina-Ala è una città della Repubblica Federale della Nigeria appartenente allo Stato di Benue. È capoluogo dell'omonima area a governo locale (local government area) che si estende su una superficie di 2.402 km² e conta una popolazione di 224.718 abitanti.
È sede vescovile cattolica.